# Номенклатура
Номенклату́ра (від лат. nomenclatura, перелік, список) — багатозначний термін, який визначає сукупність:
- назв продукції, що виробляється. Наприклад: номенклатура кабелів, тросів, електродвигунів, центрифуг тощо;
- прийнятих для наукового вжитку назв, термінів, що застосовуються в тій чи іншій галузі знання;
- бухгалтерських рахунків;
- документів. Наприклад: номенклатура карт - система позначень окремих аркушів мап;
- систематизований перелік найменувань справ із зазначенням строків зберігання;
- працівники, призначені чи затверджені вищими органами на керівні посади;
- прошарок радянського суспільства в значенні Партноменклатура — чільний суспільний прошарок, клас в соціалістичному суспільстві.